# Nanae Katō
Nanae Katō (加藤 奈々絵 Katō Nanae?, nacida el 24 de febrero de 1976 en Ibaraki, Japón) es una seiyū (actriz de voz japonesa) afiliada con Ace Deuce Code.

## Filmografía
- Fancy Lala (1998), Niño (ep 19), Compañero de clase (ep 7), Mujer Mayor (ep 18), Estudiante (ep 1), Estudiante (2) (ep 10)
- Eat-Man '98 (1998), Alex
- Magic User's Club (1999), Madoka Masuko
- EX-Driver (2000)
- Inuyasha (2000), Niño (Ep 162)
- Shiawase Sou no Okojo-san (2001), Yuuta Kudoo
- Magical Play (2001), Mustard
- Magical Play 3D (2001), Mustard
- UFO Ultramaiden Valkyrie (también conocido como UFO Princess Valkyrie) (2002), Sirvienta D
- Shrine of the Morning Mist (2002), Chika Yurikasa
- Princess Tutu (2002), Ahiru/Princess Tutu
- Pokémon Advance (2002), Pachirisu (ep 57)
- Croquette! (2003), Croquette
- Godannar (2003), Hayashi
- The Galaxy Railways (2003), Sarai (ep 9)
- Peacemaker (2003), Hana
- Rockman. EXE Stream (2004), Hazuki Yui
- Agatha Christie's Great Detectives Poirot and Marple (2004), Annie
- Kujibiki Unbalance (2004), Kenji Suzuki
- Transformers: Cybertron (2005), Skids
- Shakugan no Shana (2005), Domino
- Animal Yokocho (2005), Macchi
- Fushigiboshi no Futagohime Gyu! (2006), March
- Bakegyamon (2006), Mikiharu Kawaguchi, (ED2)
- Kamichama Karin (2007), Shii-chan/Nike
- Shakugan no Shana Second (2007), Domino
- Shugo Chara! (2007), Miki
- Noramimi (2008), Noramimi
- Shugo Chara!! Doki— (2008), Miki

## Música
- Interpretó el segundo ending de la serie Bakegyamon: Odoru Bakegyamon Prayer Ondo. Lo hizo junto con Hozumi Goda, Mitsuki Saiga y Chafūrin.[1]